# Sergio de Randamie
Sergio de Randamie (5 juli 1984) is een Surinaamse basketballer die speelt voor ZZ Leiden. De Randamie is 2,01 m lang en speelt meestal als power forward of als center.

## Carrière
Van 2003 tot 2004 speelde De Randamie in de Verenigde Staten bij Midland CC. Daarna speelde hij in de NCAA-competitie bij Houston. Hierna ging hij naar Nederland om hier bij ABC Amsterdam te gaan spelen. In 2008 en 2009 werd De Randamie met Amsterdam landskampioen, maar veel speeltijd kreeg hij niet. Toen grote sponsors in Amsterdam wegvielen kreeg De Randamie een stuk meer speeltijd. In 2011 maakte De Randamie samen met zijn coach Hakim Salem de overstap naar GasTerra Flames. Na zijn periode in Groningen tekende de Ranamie in 2013 bij Landstede Basketbal. Voor het seizoen 2014/15 tekende hij een contract bij Port of Den Helder Kings. In december ging Kings failliet en stapte De Randamie over naar BC Apollo.

## Erelijst
In clubverband:
- Nederlands kampioen (2): 2008, 2009

Individueel:
- DBL All-Star (2): 2011, 2012